# Genesis (album)
Az 1983-as Genesis a Genesis tizenkettedik stúdióalbuma. Gyakran becézik "mamás lemeznek" is, hiszen ez az album tartalmazza a Mama című számot, ami az együttes egyik legnagyobb slágere. A Mama mellett a másik nagy sláger az albumról a That's All, mely az együttes első Top 10-es slágere lett az Egyesült Államokban.

## Az album dalai
Minden dalt Phil Collins, Tony Banks és Mike Rutherford szerzeményeként tüntettek fel.
1. Mama – 6:52
2. That's All – 4:25
3. Home by the Sea – 5:08
4. Second Home by the Sea – 6:06
5. Illegal Alien – 5:17
6. Taking It All Too Hard – 3:58
7. Just a Job to Do – 4:47
8. Silver Rainbow – 4:31
9. It's Gonna Get Better – 5:14

## Közreműködött
- Phil Collins – ének, dob, ütőhangszerek
- Mike Rutherford – basszusgitár, gitár, vokál
- Tony Banks – billentyűs hangszerek, vokál